# MYH7
Le MYH7 est le gène, situé sur le chromosome 14 humain, codant une chaîne lourde bêta de la myosine (MHC-β pour « myosin heavy chain beta »). Il est exprimé dans le cœur ainsi que dans le muscle squelettique.

## En médecine
Une mutation du locus de ce gène a été identifiée dès 1989, responsable d'une forme familiale de cardiomyopathie hypertrophique, le gène lui-même étant individualisé un an plus tard. Il s'agit historiquement de la première cardiomyopathie avec gène responsable identifié. Elle est responsable d'un peu moins de la moitié des cardiopathies hypertrophiques familiales.